# John Porter (ijshockeyspeler)
John Chester Porter (Beckwith, 21 januari 1904 - Toronto, 6 augustus 1997) was een Canadese ijshockeyspeler. Vanaf 1926 speelde Porter voor de Toronto Graduates. Porter mocht met zijn team de Toronto Graduates Canada vertegenwoordigen op de Olympische Winterspelen 1928 in het Zwitserse Sankt Moritz. Porter had de eer om de Canadese vlaggendrager ter zijn tijdens de openingsceremonie. Porter speelde als aanvoerder tijdens de spelen drie wedstrijden waarin hij ook driemaal scoorde. Samen met zijn ploeggenoten won hij de gouden medaille.